# Poldodekaeder
Poldodekaeder  (tudi hemidodekaeder) je abstraktni pravilni polieder, ki ima polovico stranskih ploskev v primerjavi z dodekaedrom. Lahko se ga realizira kot projektivni polieder, ki je teselacija realne projektivne ravnine s šestimi petkotniki. Ponazori se ga lahko s projektivno ravnino kot poloblo, kjer so nasprotne točke vzdolž meje povezane in delitvijo polkroglo na tri enake dele. 

## Petersenov graf
S stališča teorije grafov je to vložitev Petersonovega grafa v realno projektno ravnino. S to vložitvijo je dualni graf K6, kar je polni graf s šestimi oglišči.